# Spider-Man and His Amazing Friends
Spider-Man and His Amazing Friends is een animatieserie geproduceerd door Marvel Productions Ltd., met in de hoofdrollen de Marvel Comics stripfiguren Spider-Man en Iceman. De serie introduceerde ook het personage Firestar.
De serie werd oorspronkelijk uitgezonden op NBC. De serie begon in 1981, en liep in totaal drie seizoenen. Eind jaren 80 werd de serie opnieuw uitgezonden als onderdeel van het een uur durende programma Marvel Action Universe.
Deze animatieserie was populairder dan Spider-Mans solo animatieserie, die rond dezelfde tijd werd uitgezonden. Dankzij heruitzendingen op Jetix in de Verenigde Staten is de serie de laatste jaren ook een stuk bekender geworden.

## Inhoud
In de serie zijn Peter Parker (Spider-Man), Bobby Drake (Iceman) en Angelica Jones (Firestar) alle drie studenten op de Empire State Universiteit. Nadat ze een keer gedwongen worden samen te werken om Beetle te verslaan en de "Power Booster" die hij van Tony Stark (alais Iron Man) had gestolen terug te krijgen, besluit het drietal om voortaan als team te vechten. De "Spider-Friends" zoals ze zichzelf noemen wonen in het huis van Peters tante May, en bevechten gedurende de serie verschillende superschurken.
Gedurende de serie ontmoeten de drie helden geregeld andere superhelden uit de Marvel strips, waaronder Captain America, Iron Man, Dr. Strange, Thor, Daredevil (alleen als zijn alter-ego Matt Murdock) en de nieuwe incarnatie van de X-Men. Ook een hoop bekende superschurken hadden optredens in de serie, waaronder Magneto en zijn Brotherhood of Mutants, Loki, Dr. Doom, Electro, Green Goblin, Chameleon, Kraven the Hunter, Sandman, Kingpin, Dr. Octopus en Shocker.

## Afleveringen

### Seizoen 1
1. "The Triumph of the Green Goblin"
2. "The Crime of All Centuries"
3. "The Fantastic Mr. Frump"
4. "Sunfire"
5. "Swarm"
6. "7 Little Superheroes"
7. "Videoman"
8. "The Prison Plot"
9. "Spidey Goes Hollywood"
10. "The Vengeance of Loki"
11. "Knights and Demons"
12. "Pawns of the Kingpin"
13. "Quest of the Red Skull"

### Seizoen 2
1. "The Origin of Iceman"
2. "Along Came Spidey"
3. "A Fire-Star Is Born"

### Seizoen 3
1. "Spider-Man: Unmasked"
2. "The Bride of Dracula!"
3. "The Education of a Superhero"
4. "Attack of the Arachnoid"
5. "The Origin of the Spider-Friends"
6. "Spidey Meets the Girl from Tomorrow"
7. "The X-Men Adventure"
8. "Mission: Save the Guardstar"

## Stemmencast

#### Hoofdrollen
- Dan Gilvezan - Peter Parker/Spider-Man
- Frank Welker - Bobby Drake/Iceman
- Kathy Garver - Angelica Jones/Firestar

#### Terugkerende rollen/gastrollen
- Dan Gilvezan - Zoltan Amadeus/The Arachnoid
- Frank Welker - Flash Thompson / Ms. Lion / Matt Murdock / Ben Parker
- Kathy Garver - Storm
- June Foray - Tante May / Judy
- Dick Tufeld - Verteller (Seizoen 1)
- Stan Lee - Verteller (Seizoen 2 & 3)
- William Woodson - J. Jonah Jameson / Doctor Strange / Sub-Mariner
- Hans Conried - Red Skull / The Chameleon
- Jerry Dexter - Shiro Yoshida/Sunfire
- Anne Lockhart - Aurora Dante / Honey Dove / Lightwave / Storm
- Dennis Marks - The Green Goblin / Dr. Faustus
- George DiCenzo - Captain America / Cyclops / Lance Macho
- Walker Edmiston - Kingpin / Frankenstein's Monster
- Allan Melvin - Electro
- Michael Evans - Professor Wells
- Shepard Menken - Doctor Doom
- John Stephenson - Colossus / Doctor Strange / Eric the Viking / John Proudstar / Loki / Modred the Mystic / Piotr Rasputin / Surtur / The Shocker / Thunderbird / Ben Parker / Ymir
- Janet Waldo - Shanna the She-Devil / Zerona
- Johnny Haymer - Skelton
- Neil Ross - Cyberiad / Cyclops / Scorpion / Nathan Price / Norman Osborn
- William H. Marshall - Tony Stark/Iron Man /Juggernaut
- Stan Jones - Charles Xavier / Dracula / Nightcrawler
- Christopher Collins - Sandman / Beetle
- Michael Bell - Doctor Octopus
- Alan Young - Mr. Frump
- Michael Ansara - Hiawatha Smith
- Marlene Aragon - Lightwave
- William Callaway - Angel / Wolverine
- Peter Cullen - Hulk/Dr. Bruce Banner / Mysterio / Red Skull
- David Landsberg - Videoman/Francis Byte
- Harvey Korman - Black Knight
- Jennifer Kyle - Sprite/Kitty Pryde
- Vic Perrin - Thor / Dief
- Robert Ridgely - Kraven the Hunter
- Michael Rye - Magneto
- Steve Schatzberg - Wolfman
- Marilyn Schreffler - Bonnie

## Strips
Een aantal strips gebaseerd op de serie werden later uitgebracht:
- De eerste strip die een referentie was naar de animatieserie, was Spider-Man and his Amazing Friends #1 (december 1981). Dit was een enkele strip die de eerste aflevering van de serie hervertelde. Wel werd het verhaal iets aangepast waardoor het aansloot op de andere Marvel strips. De strip betekende ook Firestars eerste verschijning in een strip.

- Na haar verschijning in bovengenoemde strip, kreeg de stripversie van Firestar haar eigen miniserie, waarin ook haar oorsprong werd onthuld. In de strips werd ze een van de oprichters van de New Warriors, en een lid van de Avengers.

- Op 9 augustus 2006 bracht Marvel de strip Spider-Man Family: Amazing Friends #1 uit, en profiteerde hiermee van het 25-jarig bestaan van de animatieserie. De strip bevatte een compleet nieuw verhaal dat niet was gebaseerd op een van de afleveringen van de serie, getiteld Opposites Attack. Daarnaast bevatte de strip het Mini Marvel verhaal getiteld Spider-Man And His Amazing Co-Workers. Het woord Friends in de titel van de animatieserie werd vervangen. Beide verhalen werden geschreven door Sean McKeever.

## Trivia
- The makers van de serie wilden oorspronkelijk de Human Torch als derde lid van het team. Dit ging niet door vanwege de rechten op het gebruik van dit personage. Daarom werd Human Torch vervangen door Firestar, een superheld met dezelfde krachten als hij, maar die net als Iceman een mutant was.

- Enkele van de geluidseffecten in de serie kwamen oorspronkelijk uit Universal Television's Battlestar Galactica en Buck Rogers.

- Peter Parker is in de serie gelijk aan zijn stripversie, maar Angelica Jones en Bobby Drake nemen de plaats in van Peter’s vrienden uit de strip, Mary Jane Watson en Flash Thompson. Flash verscheen ook in de serie, maar had roodbruin haar in plaats van blond.